# Björn Roos
Björn Olof Roos, född 28 juni 1937 i Malmö, död 22 februari 2010 i Lund, var en svensk kemist. Han disputerade 1968 vid Stockholms universitet och var från 1983 professor i teoretisk kemi vid Lunds universitet. Han blev 1984 ledamot av Vetenskapsakademien.
Björn Roos utnyttjade tidigt datorer för att utföra tyngre beräkningar inom kvantkemi och teoretisk kemi. Bland annat använde han omkring 1960 den tidiga BESK-datorn i Stockholm. I Lund var han pådrivande vid tillkomsten av kompetenscentret Lunarc 1986 och vid anskaffning av högpresterande datorsystem.
Under åren 1986-2000 var Björn Roos medlem i Vetenskapsakademiens Nobelkommitté för kemi. Han mottog flera utmärkelser, bland andra 2010 Award in Theoretical Chemistry utdelad av American Chemical Society.
Sedan 2011 delar Svenska Kemistsamfundet ett pris uppkallat efter honom: "The Björn Roos Award for Outstanding Achievements in Theoretical Chemistry".